# Samosa
Samosa (iz perz. سنبوساگ; sanbosag) je prženo ili pečeno tijesto s nadjevom koji može biti: začinjen krumpir, luk, grašak, leća, mljevena janjetina ili piletina i dr. Veličina i oblik variraju, a najčešći je oblik trokuta. Često se poslužuje uz orijentalne umake. Samosa je popularno predjelo na indijskom potkontinentu, u jugoistočnoj, srednjoj i jugozapadnoj Aziji, na Arapskom poluotoku, na Mediteranu, na Rogu Afrike, u sjevernoj i južnoj Africi.
Vjeruje se, da je jelo nastalo u središnjoj Aziji (gdje je poznato kao samsa) oko 10. stoljeća. Spomenuo ga je iranski povjesničar Abolfazl Beyhaqi (995. – 1077.). Samosa je postala popularno jelo u Indiji od 13. ili 14. stoljeća, a proširili su ga trgovci iz regije. Amir Husro (1253. – 1325.), znanstvenik i kraljevski pjesnik sultanata Delhi, napisao je oko 1300., da knezovi i plemići uživaju u "samosi pripremljenoj od mesa, gheea (vrsta maslaca), luka i dr.". Ibn Battuta, putnik i istraživač iz 14. stoljeća, opisuje samosu kao malu pitu punjenu mljevenim mesom, bademima, pistacijama, orasima i začinima. 
Postoje mnoge regionalne inačice samose pod raznim imenima.